# Ascolepis erythrocephala
Ascolepis erythrocephala là một loài thực vật có hoa trong họ Cói. Loài này được S.S.Hooper mô tả khoa học đầu tiên năm 1983.